# Senna wislizeni
Senna wislizeni är en ärtväxtart som först beskrevs av Asa Gray, och fick sitt nu gällande namn av Howard Samuel Irwin och Rupert Charles Barneby. Senna wislizeni ingår i släktet sennor, och familjen ärtväxter.

## Underarter
Arten delas in i följande underarter:
- S. w. painteri
- S. w. pringlei
- S. w. villosa
- S. w. wislizeni

## Bildgalleri

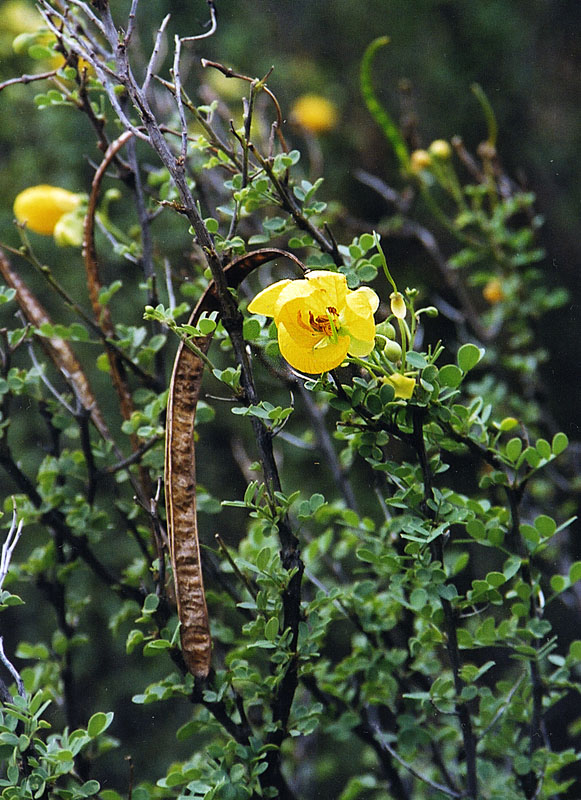